# Vuelo 452 de Turkish Airlines
El vuelo 452 de Turkish Airlines era un vuelo de pasajeros nacional turco programado desde el aeropuerto Atatürk de Estambul al aeropuerto de Antalya. El 19 de septiembre de 1976, el Boeing 727-200 que operaba el vuelo chocó contra una pendiente de una colina en Karatepe en la provincia de Isparta, a 97 km al norte del aeropuerto de destino debido a un error del piloto en la aproximación que resultó en la muerte de los 154 personas a bordo.
Es el peor accidente aéreo en Turquía, y el cuarto peor de un Boeing 727 por debajo del vuelo 940 de Mexicana de Aviación, el vuelo 58 de All Nippon Airways y el vuelo 1103 de Libyan Arab Airlines

## Aeronave
El Boeing 727-200 fue construido en 1974 con el número de serie 20982 y estaba equipado con tres motores turbofan Pratt & Whitney JT8D-15. El vuelo 452 llevaba 146 pasajeros y 8 miembros de la tripulación.

## Accidente
El vuelo 452 partió del aeropuerto Atatürk de Estambul a las 22:45 hora de Europa del Este (EET) (20:45 UTC) para el vuelo de una hora al aeropuerto de Antalya en el sur de Turquía. A las 23:11 EET, el primer oficial llamó a la torre de control en el aeropuerto de Antalya para informar que tenían las luces de la pista a la vista, a pesar de que la aeronave todavía estaba volando sobre Isparta, bastante al norte de Antalya. Solicitó una aproximación directamente a la Pista 36 (mirando al norte) e inmediatamente comenzó a descender para la aproximación final bajo las reglas de vuelo visual en lugar dereglas de vuelo por instrumentos sin esperar la autorización del controlador de tránsito aéreo (ATC). El ATC preguntó a la aeronave dónde iba a aterrizar y advirtió que aún no estaba en la región y que no se podía ver en la pantalla del radar ni a simple vista. Al ver las luces de una carretera recta de 4.000 metros (13.000 pies) de largo al norte de la ciudad de Isparta, el primer oficial respondió que creía en sus propios ojos, pero lo confundió con la pista.
Como la aeronave estaba a 150 metros (490 pies), el capitán regresó a la cabina y se dio cuenta de que la aeronave descendía hacia una carretera con tráfico de camiones. Inició una subida repentina con toda su potencia. Sin embargo, la aeronave pesadamente cargada golpeó la ladera de una colina en Karatepe con su ala derecha y se estrelló.